# 普拉塞爾布

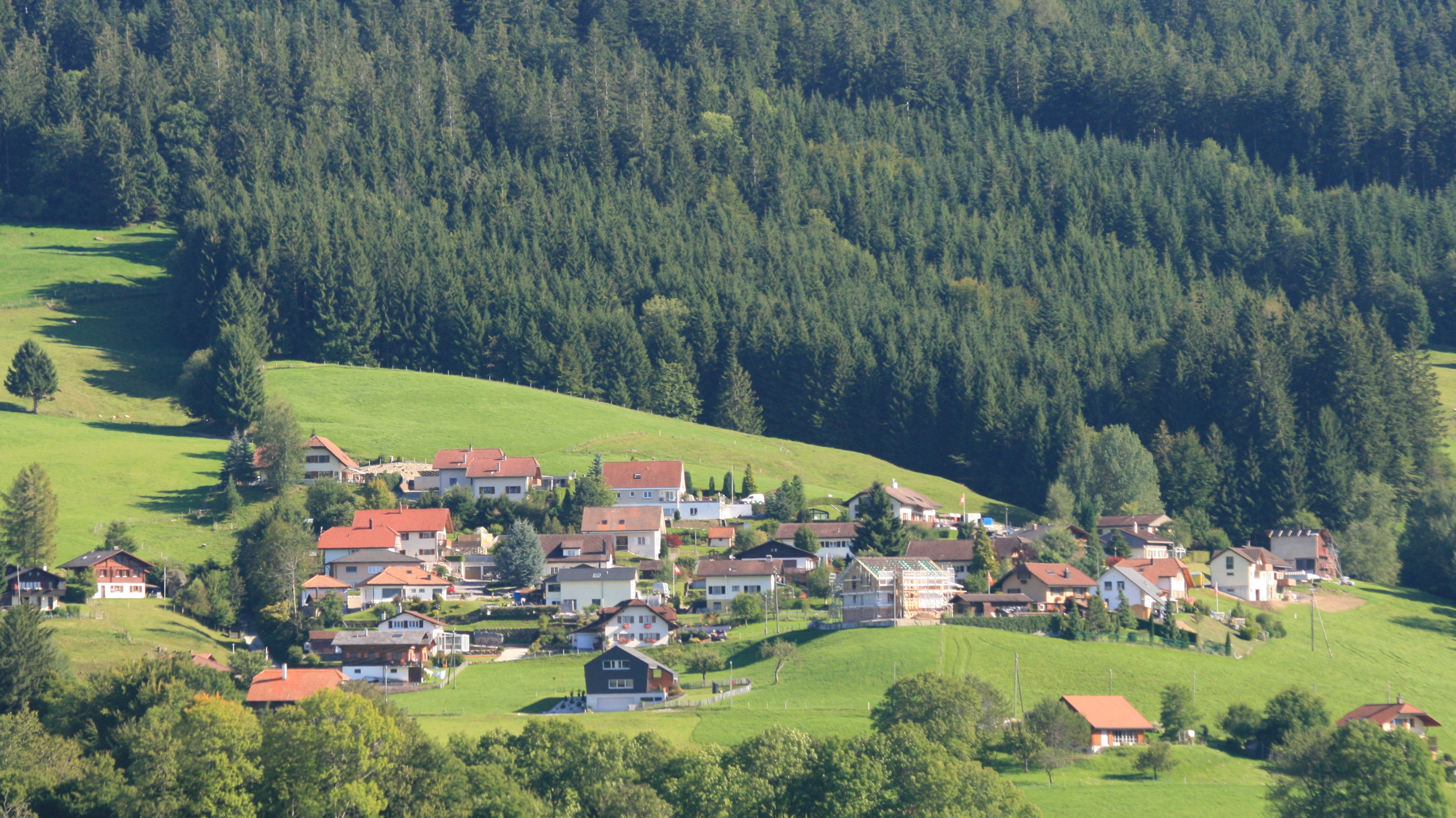

普拉塞爾布是瑞士的城鎮，位於該國西部，由弗里堡州負責管轄，面積18.12平方公里，海拔高度856米，2011年人口1,014，八成人口信奉羅馬天主教，人口密度每平方公里56人。

## 外部連結
- Official website （页面存档备份，存于） （德文）